# 小臉樂隊
小臉樂隊（英語：Small Faces）是來自東倫敦的英國搖滾樂團。樂團於1965年由史帝夫·馬里奧特、羅尼·蓮恩、肯尼·瓊斯和吉米·溫斯頓創立，而在1966年溫斯頓由鍵盤手伊恩·麥克拉根取代。
小臉樂隊被認為是1960年代最受好評和最有影響力的摩登團體之一，其代表性的作品包括熱門歌曲〈Itchycoo Park〉、〈Lazy Sunday〉、〈All or Nothing〉、〈Tin Soldier〉以及他們的概念專輯《Ogdens' Nut Gone Flake》。他們後來演變成英國最成功的迷幻樂隊之一，直到1969年。
小臉樂隊從未正式解散；1969年，馬里奧特離開樂團並組建Humble Pie後，剩餘的三人則與前傑夫·貝克樂隊的成員：主唱洛·史都華和吉他/貝斯手羅尼·伍德以臉樂隊名義再出發。除了北美版，臉樂隊的首張專輯《First Step》（且只有此專輯）被註名為小臉樂隊作品，此註名一直延續到該專輯的所有後續再發行。從1975年到1978年，馬里奧特、蓮恩、瓊斯與麥克拉根的小臉樂隊陣容復出。
小臉樂隊是英倫搖滾運動最大的音樂影響之一。儘管最初他們僅存在了4年，小臉樂隊在1960年代中末期的音樂仍是當時最廣受好評的英國摩登與迷幻音樂。2012年，小臉樂隊的馬里奧特、蓮恩、瓊斯、麥克拉根與臉樂隊的史都華、伍德共六人入選搖滾名人堂。

## 成員
- 肯尼·瓊斯（英语：Kenney Jones） – 爵士鼓、打擊樂器、歌手 (1965–1969、1975–1979)
- 羅尼·蓮恩（英语：Ronnie Lane） – 貝斯、歌手、吉他 (1965–1969、1975–1977；1997年去世)
- 史帝夫·馬里奧特（英语：Steve Marriott） – 吉他、歌手、口琴、鍵盤 (1965–1968、1975–1978；1991年去世)
- 吉米·溫斯頓（英语：Jimmy Winston） – 鍵盤、歌手、吉他 (1965)
- 伊恩·麥克拉根（英语：Ian McLagan） – 鍵盤、歌手、吉他、貝斯 (1965–1969、1975–1978；2014年去世)
- 瑞克·威爾斯（英语：Rick Wills） – 貝斯、歌手 (1976–1978)
- 吉米·麥卡洛克（英语：Jimmy McCulloch） – 吉他 (1977；1979年去世)

## 作品列表
錄音室專輯
- 《Small Faces（英语：Small Faces (1966 album)）》（1966年5月11日）
- 《From the Beginning（英语：From the Beginning (Small Faces album)）》（1967年6月2日）
- 《Small Faces（英语：Small Faces (1967 album)）》（1967年6月23日）
- 《Ogdens' Nut Gone Flake（英语：Ogdens' Nut Gone Flake）》（1968年5月24日）
- 《The Autumn Stone（英语：The Autumn Stone (album)）》（1969年11月）
- 《Playmates（英语：Playmates (album)）》（1977年8月）
- 《78 in the Shade（英语：78 in the Shade）》（1978年9月）

## 外部鏈結
- 關於小臉樂隊的《The Darlings Of Wapping Wharf Launderette》的官網
- 小臉樂隊在Wapping Wharf網站 （页面存档备份，存于）
- 小臉樂隊在Making Time網站 （页面存档备份，存于）
- The Small Fakers (小臉樂隊的致敬樂團官網) （页面存档备份，存于）
- Steve Marriott and the Moments on Making Time （页面存档备份，存于）